# Echthromyrmex insularis
Echthromyrmex insularis là một loài côn trùng trong họ Myrmeleontidae thuộc bộ Neuroptera. Loài này được Kimmins miêu tả năm 1961.